# كنز وطني
تعتبر فكرة الكنز الوطني، مثل الملاحم الوطنية والأناشيد الوطنية، جزءًا من لغة القومية الرومانسية، التي نشأت في أواخر القرن الثامن عشر والقرن التاسع عشر. القومية هي أيديولوجية تدعم الأمة باعتبارها الوحدة الأساسية للحياة الاجتماعية البشرية، والتي تشمل اللغة والقيم والثقافة المشتركة. وهكذا فإن الكنز الوطني، وهو جزء من أيديولوجية القومية، هو الثقافة المشتركة.
يمكن أن يكون الكنز الوطني أصلًا ثقافيًا مشتركًا، وقد يكون له قيمة نقدية وقد لا يكون؛ على سبيل المثال، قد يكون لاعب بانجو الماهر كنزًا وطنيًا حيًا. أو قد يشير إلى عنصر ثقافي نادر، مثل مخطوطة العصور الوسطى لسانت غال في سويسرا. تصنف حكومة اليابان أشهر الممتلكات الثقافية في البلاد على أنها كنوز وطنية. الكنوز الوطنية لكوريا هي مجموعة من القطع الأثرية والمواقع والمباني التي تعترف كوريا الجنوبية بأنها ذات قيمة ثقافية استثنائية.

## أمثلة بارزة
هناك الآلاف من الكنوز الوطنية حول العالم. المدرجة هنا هي عينات من أنواع مختلفة من الأشياء التي يمكن أن تكون كنزًا وطنيًا:

### الناس
تشمل أمثلة الأشخاص الذين تم وصفهم بالكنوز الوطنية ما يلي:
- تحدد دول معينة رسميًا أفرادًا أو مجموعات ككنوز وطنية حية.
- الممثل الكوميدي والممثل والمؤلف والمخرج ستيفن فراي والمذيع وعالم الطبيعة السير ديفيد أتينبورو وسائق السباقات ستيرلينج موس تمت الإشارة إليهم في العديد من المنشورات غير المتخصصة في الصناعة على أنهم كنوز وطنية للمملكة المتحدة.[1] [2] [3] [4] [5] [6] [7]
- تم وصف ميشال ومويرشيرتاي، على أنه «كنز وطني» و«أعظم كنز وطني لأيرلندا»، غالبًا مع الإشارة إلى الاتجاه السائد في المملكة المتحدة المجاورة للإعلان عن مثل هؤلاء الأشخاص.[8] [9] [10]
- بعد فوز المنتخب البرازيلي لكرة القدم بكأس العالم لكرة القدم عام 1962، عرضت الأندية الأوروبية الثرية رسومًا ضخمة للتعاقد مع نجمها الشاب بيليه، لكن الحكومة البرازيلية أعلنته كنزًا وطنيًا رسميًا لمنع نقله إلى خارج البلاد.[11]
- كان للفكاهي الألماني الراحل فيكو فون بولو بمكانة كنز وطني في ألمانيا.[12]

في عام 2013، بدأت المجلة البريطانية الساخرة برايفت آي في نشر عمود يسخر من خلاله زيادة هائلة في الإشارات في الصحافة إلى «الكنوز الوطنية».

### أماكن
- نامدايمون في كوريا الجنوبية.
- الأخدود العظيم في الولايات المتحدة الأمريكية.

### التحف الثقافية
- قاطرة الملكة الجنية في الهند.

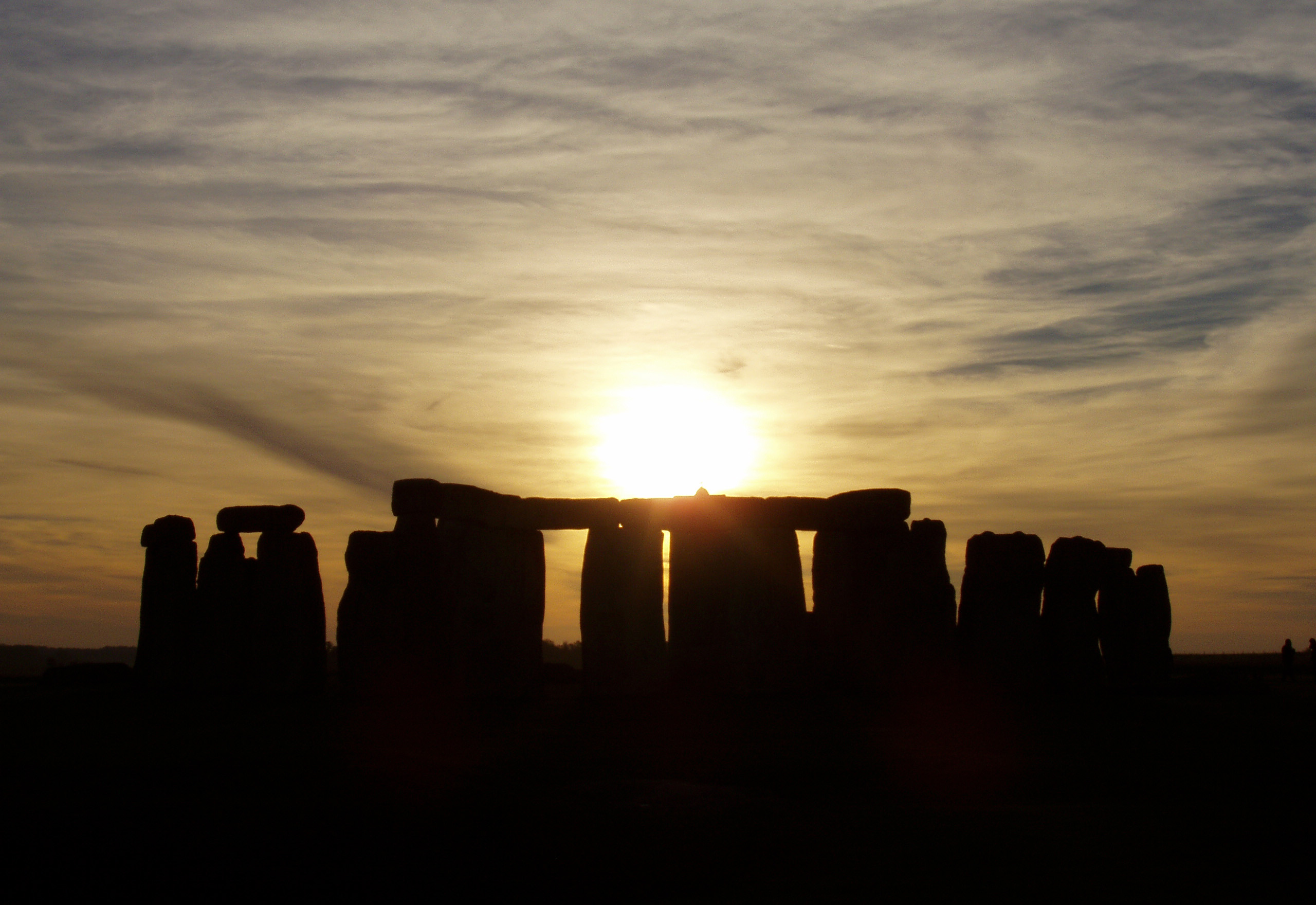
ستونهنج في المملكة المتحدة

- إعلان الاستقلال والدستور ووثيقة الحقوق للولايات المتحدة.
- ستونهنج والوثيقة العظمى في المملكة المتحدة.[14]
- مراجل ترايبود الصينية من البرونز (دينغ) يعود تاريخها إلى عهد أسرة شانغ (1600-1046 قبل الميلاد).
- صخور القمر المجمعة خلال مهمات أبولو التي قامت بها ناسا في الفترة من 1969 إلى 1972.
- كتاب كيلز في أيرلندا.

### خصائص جغرافية
- أعلن دستور اليونان لعام 2001 أن الساحل اليوناني هو كنز وطني.
- تعتبر الموارد الطبيعية والثقافية للولايات المتحدة التي تشكل مجتمعة نظام الحدائق الوطنية كنزًا وطنيًا.

### موسيقى
- في عام 1997، اعترفت مكتبة الكونجرس بالولايات المتحدة بأغنية «تراكين» لفرقة الروك غريتفول ديد باعتبارها كنزًا وطنيًا للولايات المتحدة.[15]
- وصف الرئيس الأمريكي رونالد ريغان صوت آندي ويليامز بأنه كنز وطني.[16]

### حيوانات

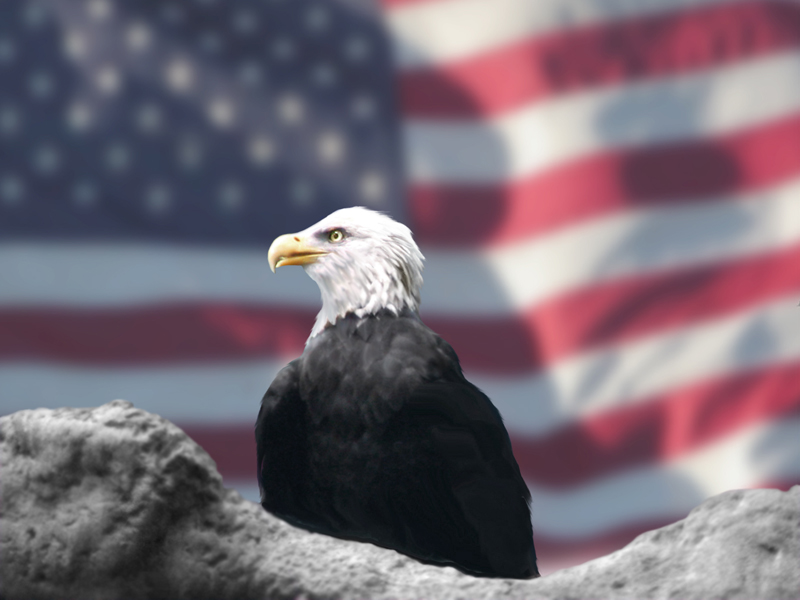
عقاب رخماء في الولايات المتحدة

- عقاب رخماء في الولايات المتحدة
- الباندا في الصين
- فيل راجا في سريلانكا